# Xysticus zonshteini
Xysticus zonshteini là một loài nhện trong họ Thomisidae.
Loài này thuộc chi Xysticus. Xysticus zonshteini được Yuri M. Marusik miêu tả năm 1989.